# Patokryje
Patokryje (deutsch Patokrey auch Pattogrö) ist eine Gemeinde im Okres Most, Tschechien.

## Geographie
Patokryje liegt am linken Ufer der Srpina und ist 1 Kilometer von Most entfernt, bis Ústí nad Labem sind es 21 Kilometer. An Patokryje grenzen Obrnice im Norden als auch im Westen, Lužice u Mostu im Osten und Korozluky im Süden. Im Süden von Patokryje verläuft die Silnice I/15.

## Geschichte
Patokryje wurde erstmals im Jahr 1342 urkundlich erwähnt. In der Mitte des 18. Jahrhunderts wurde im Dorf eine Kapelle gebaut, die 1860 wieder abgerissen wurde. Am Anfang des 20. Jahrhunderts wurde eine örtliche Freiwillige Feuerwehr gegründet.

## Ortsteile
- Patokryje

## Bevölkerungsentwicklung
| Jahr      | 1869 | 1880 | 1890 | 1900 | 1910 | 1921 | 1930 | 1950 | 1961 | 1970 | 1980 | 1991 | 2001 | 2011 | 2021 |
| --------- | ---- | ---- | ---- | ---- | ---- | ---- | ---- | ---- | ---- | ---- | ---- | ---- | ---- | ---- | ---- |
| Einwohner | 182  | 195  | 209  | 281  | 313  | 373  | 516  | 332  | 338  | 289  | 200  | 342  | 402  | 412  | 457  |